# Église Saint-Michel de Tordouet
Pour les articles homonymes, voir Église Saint-Michel.
L'église Saint-Michel est une église catholique située à Tordouet, en France.

## Localisation
L'église est située dans le département français du Calvados, dans le bourg de Tordouet.

## Historique
L'église est dédiée à saint Michel. Du sommet du coteau où elle est bâtie, elle domine les maisons du village et la campagne alentour.
Elle est remarquable par sa tour romane qui date de la fin du XIe siècle qui vaut à l'église son classement en Monument historique. Comme à Touques ou Cottun, cette tour est de forme octogonale dans sa partie haute. Prenant appui sur une base carrée, elle est construite en deux étages octogonaux surmontés d'une flèche en charpente couverte d'essentes en bois de châtaignier.
La tour occupe une position latérale par rapport au reste de l'église, reconstruit au début du XIXe siècle dans un style classique pour l'époque. Cette reconstruction, réalisée pour surseoir un manque de place, correspond chronologiquement au pic démographique de Tordouet, à l'époque faste du froc.
Le plan de l'église romane d'origine est aisé à reconstituer du fait du chœur qui existe toujours. La tour séparait ce chœur de la nef primitive. À l'extérieur, l'abside est découpée en cinq pans droits d'un style très dépouillé avec de petites meurtrières en guise de fenêtres. Noter la corniche qui couronne cette abside et qui est à l'identique de celle du sommet de la tour, donnant une unité à l'ensemble.
L'église Saint-Michel abrite un retable du XVIIe siècle et un tableau (le Christ en croix rédempteur de l'univers) du même siècle classés à titre d'objets aux Monuments historiques.
Le clocher est classé au titre des monuments historiques le 14 avril 1909.